# Leiophron compressa
Leiophron compressa är en stekelart som beskrevs av Loan 1974. Leiophron compressa ingår i släktet Leiophron och familjen bracksteklar. Inga underarter finns listade i Catalogue of Life.